# 12"/20 морская пушка
12"/20 морская пушка образца 1867 года — морское, корабельное орудие калибра 305 мм, разработанное совместно Круппом и Обуховским заводом. Ей был вооружен броненосец Пётр Великий.

## История
В 1871 году АО МТК получило от Круппа чертежи 12" пушки Круппа. В МТК подняли вопрос о возможности начала производства 12" пушек на ОСЗ. Чертежи 12" пушки ОСЗ были почти одинаковы с чертежами 12" пушки Круппа. В 1872 году отделанный 12" ствол ОСЗ послали на Московскую выставку. В 1873 году орудие № 272 было окончательно доделано на ОСЗ и испытано в заводском туннеле тремя выстрелами зарядом 41 кг и шестью зарядами 51,6 кг ПП, опытными снарядами 269,5 кг. С 26 февраля по 20 марта 1875 года 12" пушки испытывались в Кронштадте в форте «Константин». Платформа имела угол 7°. Для установки орудия на брусчатой платформе приспособили железный станок, на котором ранее проводились испытания гладкоствольной 20" пушки.
Всего ОСЗ изготовил шесть 12" орудий обр. 1867 г. Эти орудия были двух типов:
1. два (№ 272, 273) без внутренней трубы, скреплялись кольцами до дульного среза, замки орудий открывались влево, перевес орудий был на казенную часть (в пушку № 272 внутреннюю трубу вставили после длительной эксплуатации);
2. четыре (№ 532, 587, 589 и 592) с внутренней трубой, у них скрепление кольцами не доходило до дульного среза на 1803 мм, замки открывались вправо, перевес орудий был на дульную часть. Пушки № 272, 273, 587 и 589 установили на БР «Петр Великий», пушки № 532 и 592-на круглом броненосце «Вице-адмирал Попов» на Чёрном море. К началу 1890-х годов орудия главного калибра «Петра Великого» потеряли свое боевое значение.

## Конструкция и боеприпасы
Длина орудия составляла 6096/20 мм/клб, длина нарезной части 3790 мм. Число нарезов 36, глубина нарезов 3,34 мм. Вес замка 1433 кг. Вес пушек № 272 и 273 39 т, остальных — 35,69 т. Первоначально 12" пушки обр. 1867 г. стреляли снарядами длиной 2,5 клб с тонкой свинцовой оболочкой: обыкновенного чугуна весом 290 кг, с взрывчатым веществом — 9,34 кг чёрного пороха и ударной трубкой, и бронебойными закаленного чугуна весом 301—303 кг, без взрывателя. В конце 1880-х годов были созданы бронебойные снаряды закаленного чугуна с тремя медными поясками весом 301 кг и длиной 2,5 клб. Кроме того, в состав боекомплекта входила картечь в цинковой оболочке весом 132,7 кг, содержавшая от 91 до 95 пуль диаметром 61 мм и весом 1,143 кг. Для 12" пушки обр. 1867 г. были приняты заряды охтинского пороха пл.1,75, весом 53,2 кг и 65,5 кг, или эквивалентные заряды германского пороха пл.1,75, весом 51,2 кг и 57,3 кг. Согласно ТС, снаряды со свинцовой оболочкой и медными поясками имели одинаковую баллистику: Vo = 447 м/с и дальность 2963 м при угле +6°. Эффективная дальность стрельбы картечью составляла 600—700 м. На броненосце «Петр Великий» 12" пушки обр. 1867 г. размещали в башнях системы Кольза на станках системы Пестича. Два станка были изготовлены на ОСЗ, ещё два станка и вся гидравлика для всех станков — на заводе Голубева. В конструкции станка использовался принцип «вращения у дула», то есть осью вращения ствола в вертикальной плоскости являлись не цапфы орудия, а параллельная им прямая, отнесенная ближе к дульному срезу. Для этого ось цапф станка могла подниматься или опускаться (ход 457 мм) — с целью уменьшения вертикального габарита амбразуры башни.
Станины станка коробчатой системы. Компрессор (тормоз отката) струнный. Энергия отката гасилась за счет трения железных досок (струн) о железные бруски, перед накатом номер расчета специальным винтом отжимал бруски от струн, трение уменьшалось, и станок самонакатывался вперед, для чего поворотная платформа имела наклон 5°. Кроме того, станок имел три группы гидравлических устройств, которые служили для перемещения станка по поворотной раме (вверх без выстрела, вниз при крене и т. д.), а также для подъёма тела орудия («вращения у дула»). Впервые в русском флоте вся гидравлика работала не от ручных насосов, а от паровой машины. Ручные насосы, расположенные вне башни, использовались лишь в случае отказа машины. Максимальное изменение высоты оси цапф (457 мм) при помощи паровой машины производилось за 30 с. Механизм горизонтального наведения башни имел приводы от паровой машины и ручной (резервный). В 1878 году время поворота башни гидравликой на 360° с максимальной скоростью — 1 мин, с минимальной 10—11 мин (то есть 0,6 — 0,54 град/с). В 1892 году максимальная скорость поворота гидравликой на 360° составляла уже 8 мин. Гидроприводы горизонтального наведения и в 1878 году действовали довольно туго, поэтому на перевод машины с полного хода влево до полного хода вправо требовалось 6 — 8 с. По этой же причине нельзя было повернуть башню меньше, чем на 1". Угол вертикальной наводки составлял: в верхнем положении −1,5°…+9,5°, в среднем положении +1,5°… + 12°, в нижнем положении +5°…+13°. Вес одного станка 10 647 кг. Внутренний диаметр башни около 8 м, толщина вертикальной брони 356 мм.
К началу 1890-х годов орудия главного калибра «Петра Великого» потеряли свое боевое значение. В 1880—1890-е годы существовало несколько проектов замены орудий и лафетов. Первоначально 12" пушки обр. 1867 г. хотели заменить 12"/35, потом решили установить четыре 12"/40 орудия. Тем не менее ни один из этих проектов реализован не был.
Две 12" пушки обр. 1867 г. установили в барбетной установке круглого броненосца «Вице-адмирал Попов». Первоначально орудия стояли на временных станках с постоянной высотой оси цапф и струнным компрессором (трения). Пробы орудий на корабле состоялись 11 октября и 15 ноября 1876 года. Однако осенью 1878 года были установлены снижающиеся гидравлические станки системы Разсказова, изготовленные в Англии. Полигонные испытания 12" гидравлического станка Разсказова прошли в 1877 году в Кронштадте. Для испытаний использовались снаряды весом 303 кг, заряды ПП 65,5 кг:
| Угол ВН Длина отката, мм Понижение орудия при выстреле, мм 2° 1321—1371 839—890 15° 1321—1346 839—864 |

К ноябрю пружины ослабли, и понижение стало 940—965 мм.
Основание установки — вращающийся стол, к которому прикреплены 4 станины, скрепленные между собой спереди и сзади щитами и донной доской. В центре стола располагался полый штыр.
В передних концах станин имелись вырезы, где помещались в подцапфенниках концы горизонтального вала. На его концы надевались коленчатые мотыли, верхние концы которых охватывали цапфы орудий. При падении или подъёме орудия мотыли вращались вместе с валом, причем оси цапф описывали дугу круга, центр которого находился на оси вала. К мотылям с обеих сторон были приделаны цапфы, на которые надевались штоки, другими концами штоки упирались в дно поршней цилиндров. Вертикальное наведение осуществлялось тягами. Горизонтальное наведение — от паровой машины и ручное. Механизм ГН состоял из наклонного вала (расположенного под столом), на конец которого надета шестерня, задевающая за трубчатый погон, прикрепленный к столу.
Внутренний диаметр барбета 8840 мм, высота 3350 мм, толщина его брони 406 мм.